# HSC Montpellier (Frauenfußball)
Der HSC Montpellier (offiziell: Montpellier Hérault Sport Club) ist ein Fußballverein aus Montpellier im Département Hérault. Zur Saison 2001/02 entstand die Frauenabteilung des MHSC durch den Beitritt der Frauenfußballabteilung der Entente Montpellier Le Crès. Seit diesem Zusammenschluss spielt die Frauenmannschaft ohne Unterbrechung in der Division 1 Féminine, der höchsten Liga im französischen Frauenfußball.

## Geschichte
Im Jahr 2001 entschied sich die Frauenfußballabteilung des französischen Erstligisten Entente Montpellier Le Crès zu verlassen und dem HSC Montepellier beizutreten. Der HSC übernahm das Startrecht in der Championnat National 1 A. Zu dem Übertritt kam es, weil sich sowohl die Vereinsverantwortlichen als auch die Spielerinnen eine bessere finanzielle Unterstützung für ihren Sport erhofften. Die Tageszeitung Libération sprach 2001 sogar von der „Geburtsstunde des ersten professionellen Frauenteams“ in Frankreich.
Der erhoffte Erfolg stellte sich relativ schnell ein. Bereits in der zweiten Saison erreichte sie das Finale im französischen Vereinspokal. Im Finale traf man in Montceau-les-Mines auf den FC Lyon. Trotz einer 3:2-Halbzeitführung verloren die Spielerinnen vom HSC Montepellier das Spiel mit 3:4. In der Saison 2003/04 konnte der Verein erstmals die französische Meisterschaft gewinnen. Nachdem man in der ersten Phase den zweiten Tabellenplatz belegt hatte, konnte man sich in der umstrittenen Meisterphase den Meistertitel sichern.
In der darauffolgenden Saison schaffte es der HSC Montpellier als dritter Verein die französische Meisterschaft zu verteidigen. Im Gegensatz zur Vorsaison war die Meisterschaft nicht in die erste Phase und in die Meisterrunde geteilt, sondern es wurde nur eine Hauptrunde ausgespielt. Dabei konnte Montpellier die Meisterschaft mit drei Punkten Vorsprung vor den Juvisy FCF feiern.
In der Saison 2015/16 verpasste die Mannschaft als zweiter hinter dem Juvisy FCF die erneute Titelverteidigung. Im Gegensatz dazu qualifizierte sich Montpellier durch einen 0:1-Sieg gegen Juvisy FCF für das Finale im Challenge de France féminin 2005/06. In Aulnat besiegte die Mannschaft von HSC Olympique Lyon im Elfmeterschießen mit 4:3 und gewannen damit erstmals den französischen Pokalwettbewerb.
In der darauffolgenden Saison schaltete der HSC Montpellier im Halbfinale die Mannschaft von Stade Saint-Brieuc mit 3:1 aus. Im Finale traf man wie im Vorjahr auf Olympique Lyon und wie im Vorjahr viel die Entscheidung erst im Elfmeterschießen, welches der HSC Montpellier mit 3:0 gewinnen kannte. Nach dem FC Lyon war der HSC Montpellier erst der zweite Verein der den französischen Pokalwettbewerb zweimal hintereinander gewinnen konnte.
Erstmals seit vier Jahren konnte die Mannschaft von Montepellier in der Saison 2007/08 keinen Titel gewinnen. In der Liga belegte man hinter Olympique Lyon und Juvisy FCF den dritten Platz und im Pokalwettbewerb scheiterte die Mannschaft bereits im Viertelfinale an Juvisy FCF. In der Saison 2008/09 besiegten sie im Halbfinale des französischen Pokals Olympique Lyon im Elfmeterschießen und trafen im Stade Gerland auf das Überraschungsteam UC Le Mans aus der zweiten französischen Liga. Durch einen 3:1-Sieg gewannen zum dritten Mal den französischen Pokalwettbewerb. Damit wurde die Mannschaft aus Montpellier Rekordsieger des Pokals und blieb dies bis zur Saison 2013/14 als Olympique Lyon zum vierten Mal den Pokalwettbewerb gewinnen konnte.

## Bekannte Spielerinnen
Aus den Reihen des Klubs gingen zahlreiche Nationalspielerinnen hervor; die Titelgewinne sind aber insbesondere mit vier Namen verbunden: Hoda Lattaf spielte von 2001 bis 2006 und erneut seit Anfang 2009 für das Ligateam des MHSC, Élodie Ramos und Ludivine Diguelman sogar durchgehend seit 2002 beziehungsweise 2003; alle drei blieben dort bis zum Sommer 2014. Sarah M’Barek wirkte von 2001 bis 2005 als Spielerin und anschließend – als Nachfolgerin von Patrice Lair – bis 2013 als Cheftrainerin bei Montpellier.
- Camille Abily
- Viviane Asseyi
- Inès Belloumou
- Karima Benameur
- Charlotte Bilbault
- Sonia Bompastor
- Élise Bussaglia
- Marie-Laure Delie
- Céline Deville
- Ludivine Diguelman
- Kelly Gadéa
- Hoda Lattaf
- Claire Lavogez
- Laure Lepailleur
- Sarah M’Barek
- Marina Makanza
- Ophélie Meilleroux
- Louisa Necib
- Mélissa Plaza
- Élodie Ramos
- Léa Rubio
- Julie Soyer
- Élodie Thomis
- Sabrina Viguier
- Andressa Alves
- Francine Zouga
- Luna Gevitz
- Aya Sameshima
- Rumi Utsugi
- Jennifer Beattie
- Sofia Jakobsson
- Josefine Öqvist
- Linda Sembrant

## Erfolge
- Französischer Meister: 2003/04, 2004/05
- Französischer Pokalsieger: 2005/06, 2006/07, 2008/09 (und Finalistinnen 2003, 2010, 2011, 2012, 2015)